# Kirchseelte
Kirchseelte è un comune di 1.260 abitanti della Bassa Sassonia, in Germania.
Appartiene al circondario (Landkreis) di Oldenburg (targa OL) ed è parte della comunità amministrativa (Samtgemeinde) di Harpstedt.
Il territorio comunale include la frazione di Klosterseelte.